# اورانیوم-۲۳۸
اورانیوم-۲۳۸  فراوان‌ترین ایزوتوپ عنصر اورانیوم است (حدوداً ۹۹٫۲۸۴٪) که فاقد خاصیت شکاف پذیری با بمباران نوترونی است.